# Ana Muzičuk
Ana Muzičuk (Anna Muzychuk, ukrajinsko Анна Музичук ), ukrajinska šahistka, * 28. februar 1990, Lvov, Ukrajina.
Ana je rojena v Ukrajini in je od leta 2004 zastopala Slovenijo na mednarodnih tekmovanjih. To so ji omogočajo pravila FIDE - za drugo državo lahko nastopi tudi brez državljanstva - pogoj pa je, da prevzame njen ratinški seznam.  Od leta 2014 zopet nastopa za Ukrajino.
Na 36. šahovski olimpijadi je nastopila kot prva deska slovenske reprezentance, kjer si je z odličnim nastopom priborila naslov ženske velemojstrice (wGM) (november 2004). 
Na 41. šahovski olimpijadi je zopet nastopila za Ukrajino na prvi deski. V ekipi je tudi njena mlajša sestra Marija.
Njeni najboljši dosežki:
- 1. mesto na Svetovnem mladinskem prvenstvu 2010 (D20)
- 2. mesto na Svetovnem mladinskem prvenstvu 2004 (D14)
- prvakinja Ukrajine leta 2004 v konkurenci deklet do 20. leta starosti
- prvakinja Ukrajine leta 2003 v članski konkurenci
- prvakinja Ukrajine leta 2000 (dekleta D10 - dekleta do 10. leta starosti) in leta 2002 (D12)
- evropska prvakinja leta 1996 (D8), leta 1998 (D10), leta 2000 (D10), leta 2002 (D12), leta 2003 (D14)
- 2. mesto na Svetovnem mladinskem prvenstvu 2002 (D12)
- 3. mesto na Svetovnem mladinskem prvenstvu 2000 (D10)